# Fedimo (escultor)

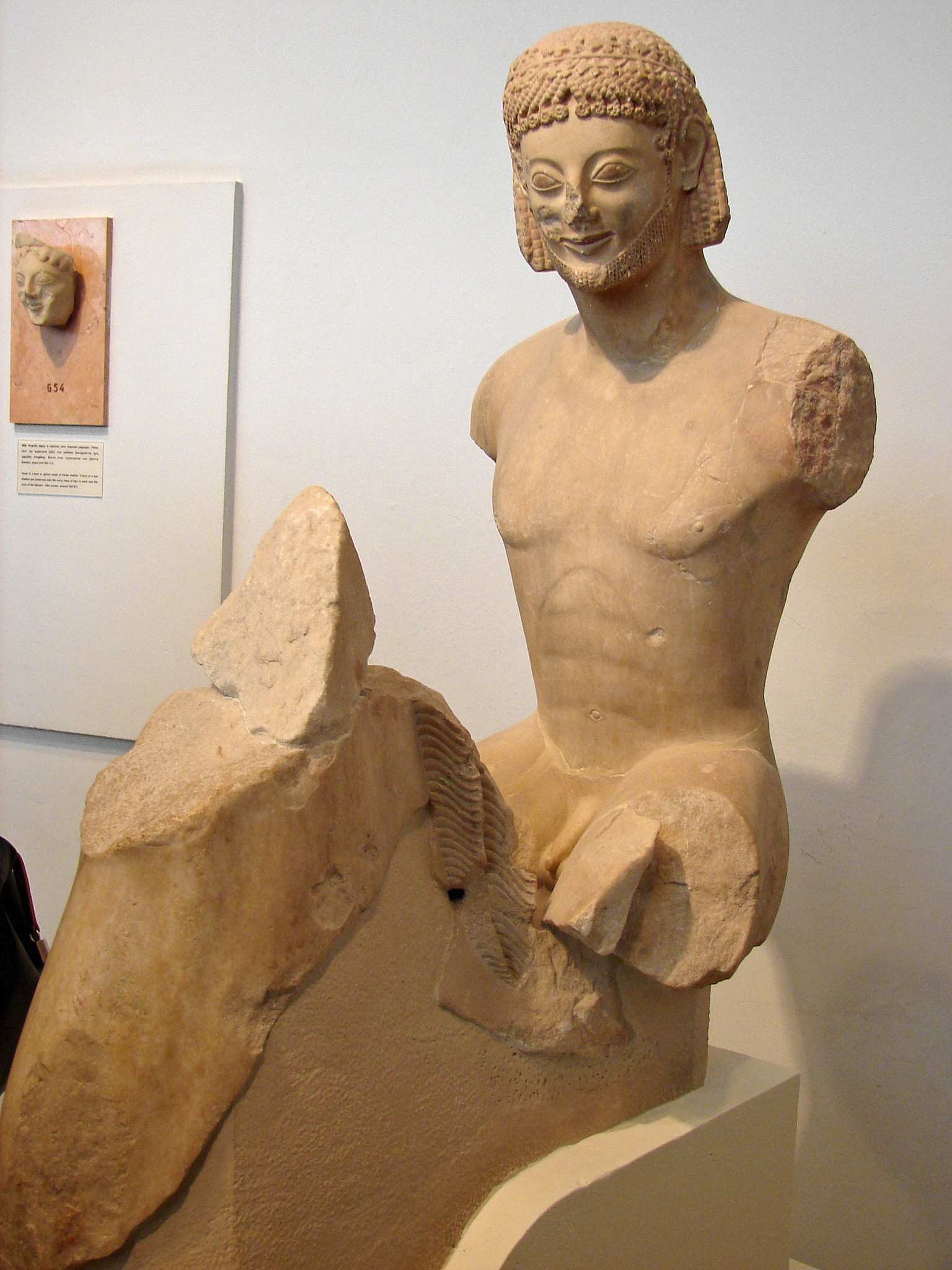
El Jinete Rampin, circa 550 a. C., Museo de la Acrópolis, Atenas

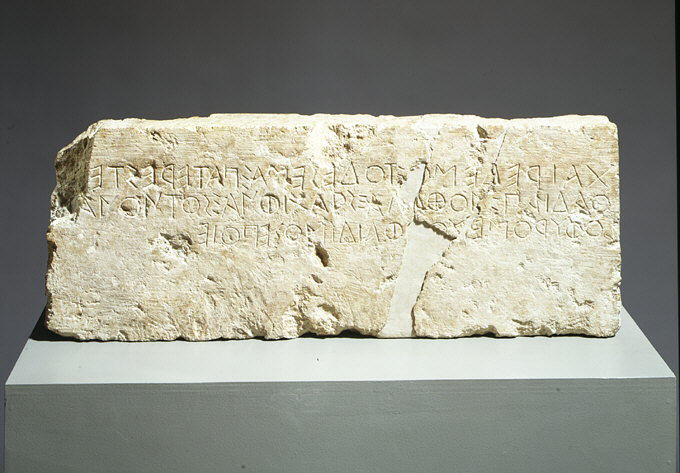
Frente de un bloque de piedra caliza de la base de una estatua funeraria firmada por Fedimo. El tipo de la inscripción es bustrofedón,

Fedimo (en griego antiguo: Φαίδιμος, romanizado: Faidimos) fue un escultor griego del siglo VI a. C.
De origen desconocido, trabajó en la segunda mitad del siglo VI a. C. Sus firmas se conocen gracias a dos pedestales de estatuas conservados en el Museo Arqueológico Nacional de Atenas y en el Museo Metropolitano de Arte de Nueva York. Ambos pedestales albergaron estatuas funerarias. El pedestal ateniense, procedente de Vourva (Erquia (¿?) - Vourva, Ática), era la base de una estatua femenina, de la que solo se conservan las extremidades inferiores. Su inscripción, datada aproximadamente en el 550 a. C., afirma que fue un regalo de un padre a su hija fallecida. Según la inscripción en el pedestal procedente de Nueva York, la estatua fue dedicada por un tal Anficares en memoria de su hijo fallecido, Ceredema.
Estas inscripciones aún se registraron en el tipo de escritura "bustrofedón" (‘como el buey gira’, en referencia al buey tirando del arado en filas). Las letras están giradas para que miren en la dirección correcta (la primera fila se lee de derecha a izquierda, las siguientes al revés). Este tipo de escritura, típico de los siglos VII y VI a. C., persistió hasta el siglo V a. C.
Los expertos en arte antiguo también le atribuyen la autoría del Perro de caza (Museo de la Acrópolis de Atenas), que en su postura casi realista está listo para atacar a algún animal, la estatua de Kore del Peplo, llamada así porque lleva un peplo dórico  y Rampin, el nombre del Jinete proviene del diplomático francés que donó su cabeza al Museo del Louvre, donde se encuentra junto a un molde del cuerpo, mientras que el cuerpo original se encuentra en el Museo de la Acrópolis de Atenas, junto con un molde de la cabeza. La estatua, realizada alrededor del 550 a. C., representa a un vencedor de los Juegos Píticos. La cabeza ligeramente inclinada deja de aplicar el arcaico principio de frontalidad. El rostro y la figura están bien representados, mientras que la sonrisa y la regularidad decorativa del peinado siguen siendo típicamente arcaicas.